# Mudravalli, Somvarpet
Mudravalli là một làng thuộc tehsil Somvarpet, huyện Kodagu, bang Karnataka, Ấn Độ.